# Urotrygon nana
Urotrygon nana  (лат.)  — малоизученный вид рода Urotrygon семейства Urotrygonidae отряда хвостоколообразных. Обитает в тропических водах центрально-восточной части Тихого океана. Встречается на глубине до 37 м. Максимальная зарегистрированная длина 25 см. Грудные плавники этих скатов образуют диск в виде «сердечка». Хвост оканчивается листовидным хвостовым плавником. В средней части хвостового стебля расположен ядовитый шип. Не является объектом целевого лова. 

## Таксономия
Впервые вид был научно описан в 1988 году. Видовое название происходит от слова др.-греч. νᾶνος — «карликовый». Голотип представляет собой самца длиной 14,8 см, пойманного у берегов Чьяпаса, Мексика, на глубине 18—37 м. Паратипы: 4 самки длиной 11,3—16,7 см, пойманные там же и 28 самцов и 13 самок длиной 8,2—16,9 и 6,7—16,1 см соответственно, пойманные в заливе Теуантепек.

## Ареал
Urotrygon nana обитают у берегов Коста-Рики, Эль-Сальвадора, Гватемалы, Гондураса, Мексики, Никарагуа и Панамы. Эти донные рыбы встречаются на мелководье с мягким грунтом на глубине до 37 м.

## Описание
Широкие грудные плавники этих скатов сливаются с головой и образуют диск в виде «сердечка». Ширина диска составляет примерно 61 % общей длины. Заострённое рыло образует тупой угол и выступает за края диска. Позади очень маленьких глаз расположены брызгальца. Брюшные плавники закруглены. Длина хвоста превышает длину диска. Хвост оканчивается вытянутым хвостовым плавником. На дорсальной поверхности хвоста в центральной части расположен шип. Спинные плавники отсутствуют. На вентральной стороне диска имеется 5 пар жаберных щелей. Кожа покрыта мелкой чешуёй. Вентральная поверхность светлая, вдоль латеральных краёв пролегает широкая тёмная полоса. Окраска ровного коричневатого цвета/ Максимальная зарегистрированная длина 25 см.

## Биология
Подобно прочим представителям семейства Urotrygonidae эти скаты размножаются яйцеживорождением. Помёт малочисленный. Вероятно, самцы достигают половой зрелости при длине 17 см. Длина новорожденных около 6 см.

## Взаимодействие с человеком
Эти скаты не являются объектом целевого лова. Вероятно, в качестве прилова они попадаются при коммерческом промысле креветок и донных рыб. Данных для оценки Международным союзом охраны природы статуса сохранности вида недостаточно.